# 巨人症
巨人症（きょじんしょう、ギリシャ語: γίγας、ラテン文字転写: gígas、英: gigantism）は、標準の人より著しく高い身長を示す病態。

## 定義
巨人症（gigantism）とは、骨端線閉鎖前の小児期に成長ホルモン（GH）が過剰に分泌されることによって、異常に身長が伸びる疾患である。
成人期に発症する先端巨大症（acromegaly）とは異なり、巨人症では四肢の長管骨が過剰に成長し、極端な高身長となるのが特徴である。

## 原因
巨人症は、成長ホルモン（GH）が過剰に分泌されることによって引き起こされる。最も一般的な原因は、脳下垂体に発生する良性の腺腫（成長ホルモン産生下垂体腺腫）である。これにより、骨や軟部組織が過剰に成長し、身長が異常に高くなるとともに、臓器の肥大や代謝異常など全身に多様な影響を及ぼす。

## 先端巨大症との違い
巨人症と先端巨大症は、どちらも成長ホルモン（GH）の過剰分泌が原因であるが、発症時期により分類が異なる。成長期（骨端線が閉鎖する前）にGH過剰が生じると、長管骨が伸びて極端な高身長を呈する「巨人症」となり、成人（骨端線閉鎖後）に発症すると「先端巨大症」として、手足や顔貌・内臓の肥大、代謝異常が主な症状となる。
先端巨大症では、女性で月経異常や乳汁漏出、男性で勃起障害がみられやすい。また、糖尿病、高血圧、腫瘍（特に大腸ポリープなど）との関連が強く、無治療では寿命が短くなる傾向がある。

## 巨人症の著名人
- ブレンデン・アダムズ（英語版）：アメリカ・ワシントン州出身。2008年、13歳の頃に身長が225cmに達し、ギネスブックの「最も背の高い少年」と認定された。染色体異常によるもので、治療を受け18歳で成長が止まり、2020年5月時点で234cm。
- サンディ・アレン（英語版）：アメリカ出身。「世界一背が高い女性」としてギネスブックに認定経験あり。
- 生月鯨太左衛門：元力士。
- 岡山恭崇：現在、過去を通じて最も背の高い日本人バスケットボール選手。存命中の日本人としては最長身。230cm。
- トリーンティ・キーファー：オランダ出身。
- スルタン・キョセン：2010年度のギネスブックにて「最も背の高い人物」に認定された。
- リチャード・キール：俳優。「007シリーズ」の鋼鉄の歯を持つ大男の殺し屋、ジョーズ役が有名。
- クリストファー・グリーナー（英語版）：イギリス出身。2007年にニール・フィングルトンに破られるまで、長きに渡って「イギリスで最も背の高い人」として知られた。身長7'6.5"（約229cm）。
- バーナード・コイン：アメリカ出身。身長が8フィート以上に達した人物の一人。
- ユリウス・コッホ：ドイツ出身。身長が8フィート以上に達した人物の一人。
- アンドレ・ザ・ジャイアント：プロレスラー。
- 釋迦ヶ嶽雲右エ門：日本、島根県出身。江戸時代の力士。7尺1寸6分（217.4cm）。
- ジャイアント・シルバ：プロレスラー。
- ダリップ・シン：プロレスラー。
- レオニード・スタドニク：2007年度、「最も背の高い人物」に認定された。
- 曾金蓮：中国出身。「はっきりした証拠のある中で人類史上最も背の高い女性」とされている。
- 孫明明：バスケットボール選手。
- チェ・ホンマン：格闘家。
- 出羽ヶ嶽文治郎：元力士。
- 羅生門綱五郎：力士、プロレスラー、俳優。
- スレイマン・アリ・ナシュヌシュ：元バスケットボール選手。
- 白頭山福童：元力士。
- ジャイアント馬場：元プロ野球選手、プロレスラー、プロ野球選手時代に脳下垂体腫瘍の手術を受けたことを告白している。
- チャールズ・バーン：アイルランド出身。
- エル・ヒガンテ：元プロレスラー。
- 穆鉄柱：元バスケットボール選手。
- マシュー・マッグローリー：1973年5月17日 - 2005年8月9日。俳優。映画「ビッグ・フィッシュ」の巨人カール役が有名。ギネスブックに「最も足の大きい人物」と認定されていた。229cm。
- 松坂良光：1935年 - 1962年。日本、長野県出身。「はっきりとした証拠がある中で史上最も背の高い日本人」とされている。237cm。
- ゲオルゲ・ムレシャン：元NBAバスケットボール選手。マヌート・ボルと共にNBA史上最も背の高い選手として知られる。
- バイノ・ミリリンヌ：1909年 - 1963年。フィンランド出身。「フィンランド史上最も背の高い人」とされている。「最も背の高い兵士」としても知られている。247cm。
- ピーター・メイヒュー：俳優。「スター・ウォーズ」のチューバッカ役が有名。
- モルテザ・メヘルザード：イランのシッティングバレーボール選手。歴代最長身のパラリンピック出場選手。246cm。
- 姚徳芬（中国語版）：中国出身。「世界一背が高い女性」としてギネスブックに認定経験あり。
- アダム・ライナー：オーストリア出身。十代後半から二十代前半頃までは非常に小柄で、小人症と巨人症のどちらにも該当した史上唯一の人間とされている。
- ジョン・W・ローガン：アメリカ出身。「もっとも背の高いアフリカ系アメリカ人」であり、「人類史上2番目に背の高い人」とされている。
- ポール・ワイト：プロレスラー。
- ロバート・ワドロー：1918年 - 1940年。アメリカ・イリノイ州出身。ギネスブックにて「はっきりした証拠のある中で人類史上最も背の高い人」とされている。272cm。
- ニコライ・ワルーエフ：プロボクサー「史上最大のヘビー級チャンピオンボクサー」として知られる。
- 李明勲：北朝鮮出身。バスケットボール選手。235cm。
- 大砲万右衛門:宮城県出身の元大相撲力士。第18代横綱。